# Bishop Hills
Bishop Hills è un comune (town) degli Stati Uniti d'America della contea di Potter nello Stato del Texas. La popolazione era di 193 persone al censimento del 2010. Fa parte dell'area metropolitana di Amarillo.

## Geografia fisica
Bishop Hills è situata a 35°15′34″N 101°57′04″W (35.259348, -101.951091).
Secondo lo United States Census Bureau, la città ha una superficie totale di 0,81 km², dei quali 0,81 km² di territorio e 0 km² di acque interne (0% del totale).

## Società

### Evoluzione demografica
Secondo il censimento del 2010, c'erano 193 persone.

### Etnie e minoranze straniere
Secondo il censimento del 2010, la composizione etnica della città era formata dal 94,82% di bianchi, l'1,55% di afroamericani, l'1,04% di nativi americani, lo 0% di asiatici, lo 0% di oceanici, il 2,59% di altre razze, e lo 0% di due o più etnie. Ispanici o latinos di qualunque razza erano il 7,77% della popolazione.